# Evolvulus prostratus
Evolvulus prostratus là một loài thực vật có hoa trong họ Bìm bìm. Loài này được B.L. Rob. mô tả khoa học đầu tiên năm 1894.